# 托马斯·伯内特
托马斯·伯内特（Thomas Burnet，1635年？—1715年9月27日），17-18世紀英國宇宙學說的神學家、作家。

## 生活經歷
托馬斯·伯内特生於達靈頓的克羅夫特小鎮，小時在諾薩勒頓文法學校學習，師從托馬斯·斯梅爾特，之後於1651年進入劍橋大學克萊爾學院深造， 師從約翰·蒂洛森。1654年克萊爾學院的院長拉爾夫·卡德沃斯轉到劍橋大學基督學院赴任，托馬斯·伯内特則追隨拉爾夫·卡德沃斯也去了劍橋大學基督學院，1657年他成爲基督學院的研究員，1658年成爲文學碩士，1667年成爲校長。
之後，伯内特受雇於威尔特希尔勋爵家族，並通過約翰·蒂洛森擔任了詹姆士·巴特勒公爵的孫子，奧索理勛爵的家庭教師。由於詹姆士·巴特勒公爵是查特豪斯公學的校董之一，通過他的建議任命，伯内特於1685年任該校校長。
光榮革命之後，直至1695年伯内特成爲了威廉三世的常任牧師和書記官。之後他一直平靜地生活在查特豪斯公學，1715年9月27日去世，并被下葬在當地的小教堂。

## 著作
伯内特爲人熟知的著作是他寫的《神聖的地球理論》（Sacred Theory of the Earth）。這部作品的部分内容第一次用拉丁文發表於1681年，1684年發行了該英文譯本，1689年其餘部分發表於1689年，英文譯本發表於1690年。这本書表達了伯内特的宇宙觀，他提出了一个空心的地球，大部分的水都在裏面，直到諾亞大洪水，這時才出現了山脉和海洋的這一假説。伯内特在一定程度上受到了笛卡爾的影響，後者在1644年發表的《哲學原理》中寫道了地球。他的這個觀點受到了羅傑·諾斯等人的抨擊。
伯内特的學説體系既有新穎的觀點，也有諸如傳統的四個經典元素：最初是一個卵形的地球，洪水前的天堂總是在春天，河流從兩極流向赤道。而赫伯特·克羅夫特對該書的觀點提出了批評，指責伯内特的依據是《彼得後書》而非《創世紀》，而伯内特的這個觀點又影響了當時的約翰·博蒙特等人，他們的觀點當時引起了極大爭議。
|  |  |

## 與牛頓的關係
艾薩克·牛頓對伯内特以神學的角度看待地質學發展過程的觀點極爲崇拜。牛頓甚至寫信給伯内特，提出上帝創造世界時，時間更爲久遠的觀點。伯内特認爲這種解釋並不夠科學，伯内特堅信，時間的延長要靠上帝的安排，上帝一開始就完美地創造了世界以及其有所過程。他在《神聖的地球理論》中寫道：

我們認爲祂（上帝）是一個更好的藝術家，祂製作的時鐘每小時都是有規律地按照祂的工作節奏敲響，而不是每小時都必須用手指敲響。